# Daniel Kunth
Daniel Kunth, né le 10 juillet 1946 à Paris, est astrophysicien émérite du CNRS. Spécialiste des galaxies et des galaxies ancêtres de notre Voie lactée, il travaille également sur la formation stellaire, la recherche de galaxies lointaines, les quasars, les supernovae et la cosmologie à l'institut d'astrophysique de Paris. Il a notamment milité pour une reconnaissance des activités des chercheurs en vulgarisation scientifique. Daniel Kunth fut l’initiateur de l’émission de télévision publique La Nuit des étoiles au début des années 1990. Il a également été impliqué dans plusieurs autres manifestations scientifiques à destination du grand public.

## Biographie
Daniel Kunth naît à Paris le 10 juillet 1946 dans le 14ème arrondissement d’un père imprimeur et d’une mère couturière puis standardiste.
Après avoir passé les premières années de sa vie à Saigon au Vietnam, Daniel Kunth se retrouve parisien à l’âge de 10 ans et poursuit sa scolarité au lycée Lavoisier et au Lycée Rodin à Paris. Après avoir été reçu à l’Ecole Normale d’Instituteurs et devenu élève professeur, il obtient une maîtrise de physique à Paris 7 et décide de se consacrer à l'astronomie. Il entame une thèse de troisième cycle à l’observatoire de Meudon après laquelle il effectue son service militaire en 1974 au Chili à l'Observatoire européen austral (ESO) dans le cadre de la coopération technique. Invité par le California Institute of Technology en Californie durant la période 1976-1977, il rejoint ensuite l’ESO, alors basé à Genève au CERN, pour terminer sa thèse d'Etat sur l'abondance cosmique de l'hélium primordial. Cette thèse, permet alors d’appréhender le taux de l’expansion de l’univers et le nombre de famille de neutrinos. Il entre au CNRS à l’institut d'astrophysique de Paris en 1981 invité par son directeur Jean Audouze. Daniel Kunth totalise plus de 200 publications dans des revues scientifiques à comité de lecture.
Il initie en 1985 les conférences scientifiques annuelles de l’IAP. En 1990, il rejoint le Ministère de la recherche et de la Technologie où il effectue une mission sur l'implication des chercheurs dans la diffusion des connaissances à la demande d'Hubert Curien .
Inspiré par le succès national de la Fête de la musique et des initiatives déjà proposées par l'Association française d'astronomie et Planète Sciences (alors nommée ANSTJ), il propose de créer une manifestation annuelle intitulée la Nuit des étoiles filantes, dont la première édition a lieu en août 1991.
Daniel Kunth est membre de l'Union astronomique internationale depuis 1976, membre des divisions C (« Education, Outreach and Heritage »), H (« Interstellar  Matter and Local Universe ») et J (« Galaxies and Cosmology »).

## Travaux scientifiques
Ses travaux ont porté sur :
- Les recherches de galaxies naines et leur analyse pour la détermination de l'abondance cosmique de l'hélium primordial furent au cœur de son sujet de thèse. Ces travaux furent effectués à Las Campanas (Chili) et à Palomar (Californie) en collaboration avec W.L.W Sargent, son directeur de thèse[1],[4],[5],[6].
- La recherche et découverte de nouveaux quasars par la méthode du prisme objectif, l'étude de leur distribution et de leur fonction de corrélation, l'étude de leurs raies en absorption et leur phénoménologie.  La découverte d'une mutation dans les caractéristiques d'une galaxie active passant de l'état Seyfert  2 à  Seyfert 1[7],[8],[9],[10].
- La découverte des étoiles de Wolf-Rayet en 1981, dans les galaxies à sursauts de formation d'étoiles massives (appelées starburst) ouvrit un nouveau champ de recherche, offrant la démonstration de l'existence de sursauts violents de formation d'étoiles et permettant de discuter la nature des vents stellaires dans ces étoiles et enfin contraignant fortement les modèles existants. Les observations furent réalisées avec les télescopes de 5 m au Mont Palomar et ceux de l’ESO, et enfin le satellite IUE[11],[12],[4],[13],[14],[15],[16].
- L'analyse des processus de mélange et dispersion et évolution chimique dans le gaz interstellaire des galaxies déficientes en éléments lourds. Ces observations réalisées avec le télescope spatial Hubble et le satellite FUSE purent mettre en évidence du gaz quasi-primordial dans les starbursts proches[17],[18],[19],[20].
- L'élaboration de modèles de synthèse de population stellaire dans les galaxies starburst.
- La recherche d'hydrogène moléculaire dans le milieu interstellaire des galaxies et les régions HII géantes avec le satellite FUSE[21].
- L'étude de la relation entre les noyaux actifs de galaxies (AGN) et les sursauts de formation d'étoiles à l'aide de la spectroscopie à intégrale de champ (observations menées au télescope Canada-France-Hawaï (CFHT)). L'étude de la population stellaire dans les galaxies actives, dites Seyfert 2, fut obtenue par des observations spectroscopiques au Chili.
- L'étude de la raie en émission Lyman alpha de l'hydrogène dans les galaxies proches a permis d'obtenir les premières images de galaxies dans cette raie ultraviolette. La découverte d’une composante diffuse de Lyman alpha fut un résultat majeur maintenant observé dans les galaxies lointaines.  La découverte de vents galactiques dans les starbursts, identifiés par la raie Lyman alpha, a permis de contraindre les effets de transfert dans le milieu interstellaire. Un résultat majeur fut la mise en évidence de l’évolution de la fraction d’échappement des photons Lyman en fonction du décalage spectral (z)[22],[23],[24],[25],[26],[27],[28].

## Collaborations internationales

### Arménie
Collaboration initiée par un Programme International de Coopération Scientifique du CNRS sous l’impulsion  d'Artashes Petrosian, astronome arménien, et Daniel Kunth, laquelle fut suivie d’un jumelage entre l'IAP et l'observatoire de Byurakan (BAO). Daniel Kunth poursuit sa collaboration dans le cadre du programme visiteur de l'IAP. Arthur Hakobyan et ses étudiants sont aujourd'hui les principaux bénéficiaires de cette collaboration, axée sur les galaxies hôtes de supernovae. Participent à cette collaboration G. Mamon et V. De Lapparent pour l'IAP. Daniel Kunth a fait partie en 2012 d’un comité international  nommé par l’Académie des sciences d’Arménie pour évaluer les travaux du BAO et apporter des recommandations sur son développement scientifique,.

## Diffusion des sciences
En 1992, Daniel Kunth effectue un rapport sur « La place du chercheur dans la vulgarisation scientifique ». Il est publié en 1992 à la demande d’Hubert Curien, ministre de la Recherche et de la Technologie. La loi d’orientation et de programmation pour la recherche et le développement technologique de la France de 1982 (LOP) explicite le rôle du chercheur dans la diffusion et la valorisation de l’information scientifique et technique. Ce rapport décrit comment cette mission est mise en application par les chercheurs. Il suggère des options pour intégrer la culture scientifique dans la politique scientifique des laboratoires et propose de mieux prendre en compte ces activités dans la carrière des chercheurs.
Depuis les années 2000, Daniel Kunth s’investit dans le partage des connaissances, il organise les conférences publiques de l’Institut d’astrophysique de Paris  et s’intéresse aux liens entre science, arts et société. Il
dialogue avec des artistes sur les relations entre science et art — il a ainsi échangé avec Jacques Monory, Bernard Moninot, Piotr Klemensiewicz et Pierre Soulages.
Il a aussi été coordinateur de 2005 à 2019 du Conseil scientifique d’Ivry-sur-Seine.
Daniel Kunth considère que l’accumulation des connaissances ne vaut que si elle est largement partagée et permet à chacun de concevoir son rôle de citoyen et de se situer dans le monde (si ce n’est dans l’Univers). À ce titre, il appartient à de nombreuses sociétés savantes :
Association Science Technologie Société, Société astronomique de France, Association française d'agronomie, et Société des Amis du Palais de la découverte. Il est ambassadeur de la fondation Van Allen, dont le but est de soutenir les actions du centre spatial universitaire Montpellier-Nîmes. Ce centre permet à des jeunes scientifiques de réaliser des nano-satellites. Parmi ces projets, l'un d'eux a été primé par l’agence spatiale européenne. Par l’intermédiaire de Jean-Yves Le Gall, président du centre national d'études spatiales, Daniel Kunth a obtenu que cet événement soit rapporté par Thomas Pesquet, depuis la Station spatiale internationale.

### La Nuit des étoiles (depuis 1991)
En 1991, Daniel Kunth obtient de la chaine publique Antenne 2 de consacrer quatre heures d’antenne en prime time à l’astronomie sur le thème « La nuit des étoiles filantes ». L'objectif est de créer un événement annuel au début du mois d'août, peu avant le maximum de la pluie de météores des Perséides, en le diffusant à la fois sur les écrans et sur l'ensemble du territoire grâce au monde de l'astronomie amateur. L’événement fut appuyé par Hubert Reeves, invité sur le plateau principal du Théâtre de la Pleine Lune à Gourgoubès. Sur le terrain, les associations comme l’Association française d'astronomie, l'ANSTJ (aujourd'hui Planète Sciences) furent chargés d’accueillir le public et de seconder les clubs d’astronomie amateurs. L'événement sera reconduit tous les ans, d'abord diffusé sur Antenne 2 puis quelques années plus tard sur France 2. Malgré son interruption télévisuelle au bout de quinze ans, il continue tous les étés à mobiliser des milliers de personnes (relayé par plus de 300 clubs et associations dans toute la France, par les astronomes professionnels), et génère de nombreuses activités en région. Rebaptisé Nuits des étoiles, l’événement a également été exporté en Belgique, Suisse, Tunisie et Italie. En 2009, Daniel Kunth, dans le cadre de l’Année mondiale de l'astronomie organisa une Nuit des étoiles en Guyane.

### Prix
En 2019, Daniel Kunth a été récompensé pour l'ensemble de son activité de vulgarisation du prix Lequeux, décerné par l'Académie des Sciences.

### Livres
- 2018 : L'astrologie est-elle une imposture (avec Philippe Zarka) – CNRS Éditions
- 2017 : Les noirceurs de l'Univers – Uppr éditions
- 2015 : Les mots du ciel – CNRS éditions
- 2015 : L’origine des constellations  – UPPR Editions numérique et papier
- 2008 : Les balises de l'Univers – Éditions Le Pommier
- 2005 : Le grand Univers et nous – Éditions Bayard
- 2000 : Peut-on penser l'astrologie : science ou croyance ? – Éditions Le Pommier
- 1998 : Les quasars – Éditions Flammarion, collection Dominos

### Ouvrages collectifs
- 1995: Les oreilles dans les étoiles, livre-CD écrit avec Jacques Lanzmann & Michel Boujenah
- 1999 : Spectacle multimédias Histoires d'Univers pour le planétarium de Vaulx-en-Velin
- 2000 : Signalétique cosmique en milieu urbain [34]
- 2002 : Qu'est-ce qu'ils fabriquent ? Dialogue entre Bernard Moninot (peintre) et Daniel Kunth (astrophysicien) , animé par Marc Sayouz (association Science Technologie Société), Cahiers art et sciences, n°7, éditions Confluences, université_Bordeaux-I
- 2007-2008 : Origines et désirs : Préface du catalogue de l'exposition STARDUST du MACVAL (Vitry sur seine) [35]

### Exposition
- 2014 :  Du Big Bang au grain de sable: commissaire auteur de l’exposition permanente du planétarium de Vaulx-en-Velin (800 m2) [36]

### Films et documentaires
- 2017 : Pierre Soulages[37], diffusé par Arte en 2017 : participation depuis l'observatoire de Haute-Provence
- 2002 : Helios, un film 3-D sur le Soleil pour la Cité des sciences et de l'industrie
- 2000 : Les oreilles dans les étoiles, éditions Ramsay ; Livre-CD écrit avec Jacques Lanzmann & Michel Boujenah

### Réalisations arts et sciences
- 1993 : Signalétique cosmique en milieu urbain --  catalogue de panneaux de signalisations directionnelles et informatives du Cosmos et de certains de ses repères destinés à sensibiliser les citadins à la présence de l'Univers à partir de la rue. Réalisé avec le CCSTi Fondation 93 et le graphiste Gérard Paris Clavel (fondateur de Grapus)
- 2016 : 12 millions d’années-lumière d’ici[38] (ACR/CNAP France culture) -- Création radiophonique de l'artiste plasticien Bernard Moninot, Daniel Kunth et du musicien Gilles Mardirossian (musicien), inspiré par la découverte de la supernova SN 2014J ayant explosé dans la galaxie M82